# Chalcides colosii
Chalcides colosii är en ödleart som beskrevs av  Lanza 1957. Chalcides colosii ingår i släktet Chalcides och familjen skinkar. Inga underarter finns listade i Catalogue of Life. Artepitet i det vetenskapliga namnet hedrar G. Colosi som var direktör för Turins zoologiska museum.
Denna ödla förekommer med två från varandra skilda populationer i norra Marocko inklusive på halvön Ceuta (Spanien). Den lever i låglandet och i bergstrakter upp till 1500 meter över havet. Arten vistas i öppna skogar, i buskskogar och i gräsmarker. Den gömmer sig ofta under stenar. Honor lägger inga ägg utan föder levande ungar.
Regionala bestånd påverkas av etablering av jordbruksmark och turistanläggningar. Hela populationen minskar men den är fortfarande stor. IUCN kategoriserar arten globalt som livskraftig.